# Климова, Наталья Ивановна
Ната́лья Ива́новна Кли́мова, урождённая  Ма́лкина (род. 27 февраля 1938) — советская актриса театра и кино.

## Биография
Наталья родилась 27 февраля 1938 года в еврейско-русской семье. После одного года учёбы в строительном институте поступила в театральную студию при МХАТ. В 1963 году она окончила школу-студию МХАТ и получила главную роль в военной драме «Конец и начало». Самой известной работой актрисы считается роль Зои Монроз в фильме «Гиперболоид инженера Гарина».
Одновременно Наталья Климова работала в театре «Современник».
В середине 1970-х годов крестилась, вышла замуж за Игоря Климова, через два года развелась, а в 1981 году обвенчалась со своим старым-новым мужем (с 1962) Владимиром Заманским.
Из театра Наталья ушла. Несколько лет она провела в больницах, перенесла четыре операции, пытаясь вылечить тяжелую форму туберкулёза.
С 1998 года Наталья Климова и Владимир Заманский живут в городе Муроме Владимирской области.

## Фильмография
1. 1963 — «Конец и начало» — Алики, медсестра
2. 1964 — «Товарищ Арсений» — Ольга Михайловна Генкина
3. 1965 — «Двадцать шесть бакинских комиссаров» — Джейн
4. 1965 — «Гиперболоид инженера Гарина» — Зоя Монроз
5. 1965 — «Иду на грозу» — Ада
6. 1966 — «Снежная королева» — Снежная королева
7. 1967 — «Первороссияне» — Ефимия
8. 1968 — «Снегурочка» — Весна
9. 1968 — «Сказы Уральских гор» — Хозяйка Медной горы
10. 1969 — «Чайковский» — эпизод